# Фотодерматоз

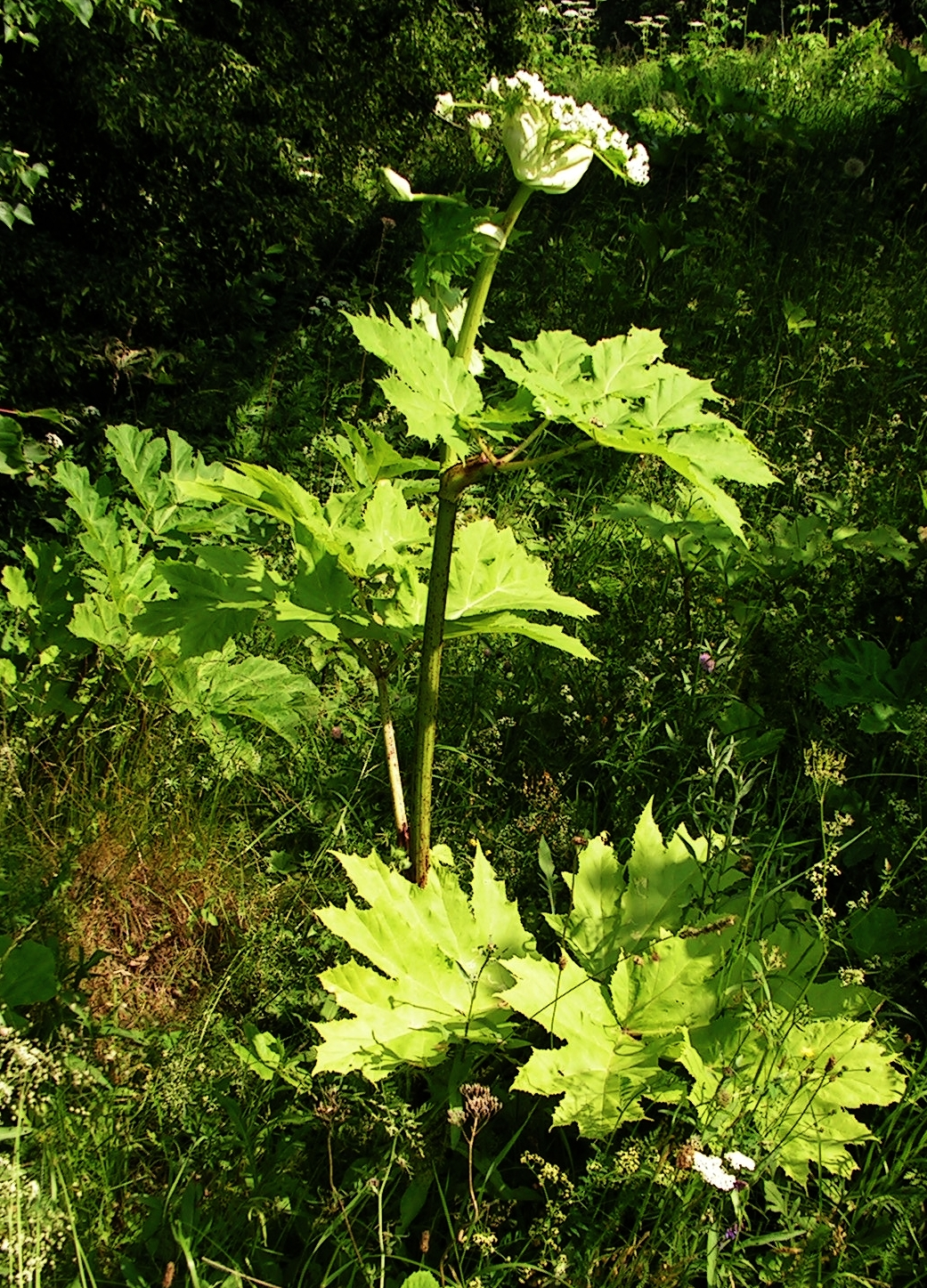
Борщевик Сосновского (Heracleum sosnowskyi). Общий вид цветущего растения.

Фотодерматоз (греч. phos, photos «свет» + derma, dermatos «кожа» + -osis; син.: световые заболевания, актинодерматозы) — кожный невоспалительный процесс, обусловленный повышенной чувствительностью кожи к солнечному свету. Вызывается ультрафиолетовыми лучами (диапазон 320—400 нм) и видимыми световыми лучами (диапазон 400—800 нм). Характеризуется наличием приобретённых гиперпигментированных пятен, появляющиеся в результате отложения в коже пигмента — меланина. При надавливании на кожу предметным стеклом или пальцем эти пятна не исчезают.

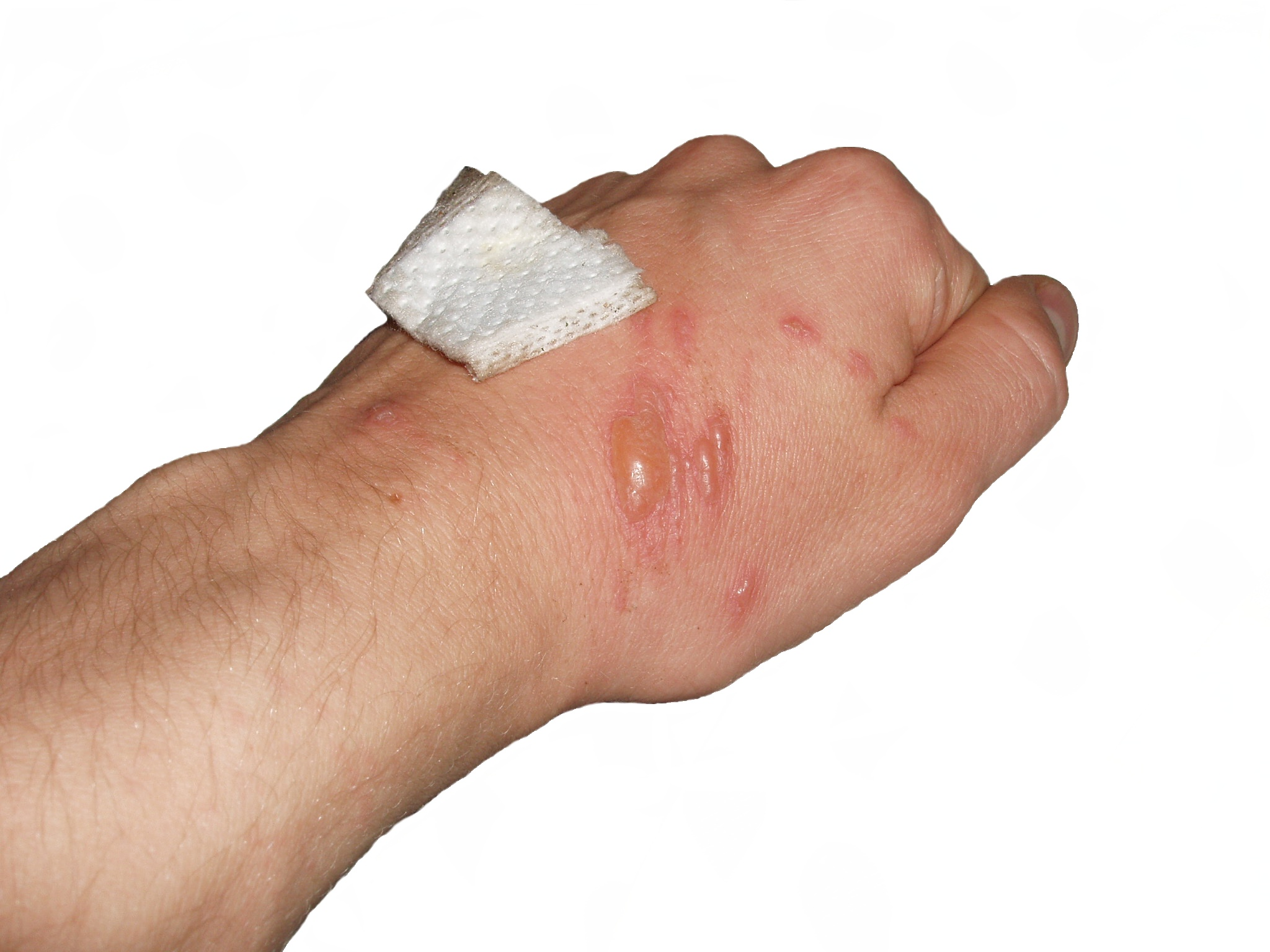
Фотодерматоз, вызванный попаданием на кожу сока Борщевик Сосновского|борщевика Сосновского (Heracleum sosnowskyi).

Различают экзогенную и эндогенную форму фотодерматоза. Наиболее распространённой разновидностью фотодерматоза является полиморфная световая сыпь, встречающаяся примерно у 10 % населения. Она появляется весной, во время увеличения числа солнечных дней, и проходит поздним летом. К фотодерматозам относятся также некоторые виды порфирий, особенно поздняя порфирия кожи.
Чаще всего поражаются открытые части лица и шеи, в то время как кожа за ушами и под подбородком, наоборот, хорошо защищена от попадания на неё света.
Реакции повышенной чувствительности на свет также могут наблюдаться у людей, принимающих такие лекарственные вещества, как тетрациклины, фенотиазины, фуросемид и нестероидные противовоспалительные лекарственные вещества.
Ещё одной причиной возникновения фотодерматоза может стать и попадание на кожу сока некоторых растений, содержащих фуранокумарины (фурокумарины) — фотосенсибилизирующие соединения (вещества, повышающие чувствительность кожи к свету). Из растений, после контакта с которыми возможны солнечные ожоги, в европейской части России встречаются дудник лекарственный (Angelica archangelica), дудник лесной (Angelica sylvestris) и несколько видов борщевика (Heracleum) [1], в первую очередь борщевик Сосновского.
В Крыму фотодерматоз может вызвать контакт с рутой душистой (Ruta graveolens).
В 1958г. М. А. Штейнберг предложил разделять фотодерматоз на:
- истинный (врождённый либо приобретённый). К нему относятся солнечная почесуха, солнечный дерматит, солнечная экзема, световая оспа, порфириновая болезнь кожи, актинический хейлит;
- относительный, наблюдается у рабочих химических производств и связан с загрязнением кожи в условиях производства и облучением солнца (возникает чувство жжения, покалывания)[2]:

Существуют и такие виды фотодерматоза:
- Фототравматическая реакция или солнечный дерматит — это реакция возникает у всех людей на земном шаре, даже у негроидной расы от долго пребывания под палящим солнцем. Нет ни одного человека на земле, кожа которого не пострадает от длительного пребывания на солнцепёке. У негроидной расы есть своеобразная защита в большом содержании тёмного пигмента меланина, который отвечает за приобретение загара, но и они крайне редко, но могут получить ожоги.
- Загар – это попытка кожи защититься от солнечного излучения, а у белых людей меланина поменьше, и кожа не способна так хорошо «защищаться». Этот фотодерматоз может проявляться в острой или хронической форме.
- Острая форма фотодерматоза — это солнечный ожог, который проявляется в виде покраснения и пузырей на коже, которые возникают у людей с белой, нежной кожей после пребывания на ярком солнце.
- Хроническая форма фотодерматоза – это болезнь моряков и людей, которые постоянно работают на открытом палящем солнце. Обычно симптомы начинаются с лица или шеи, где появляется сильный загар с утолщением кожи и складками, затем возникают сосудистые звёздочки, трещины, бородавчатые образования.[3]